# Hingham (Montana)
Hingham és una població dels Estats Units a l'estat de Montana. Segons el cens del 2000 tenia 157 habitants.

## Demografia
Segons el cens del 2000, Hingham tenia 157 habitants, 65 habitatges, i 38 famílies. La densitat de població era de 356,6 habitants per km².
Dels 65 habitatges en un 32,3% hi vivien nens de menys de 18 anys, en un 55,4% hi vivien parelles casades, en un 1,5% dones solteres, i en un 41,5% no eren unitats familiars. En el 32,3% dels habitatges hi vivien persones soles el 20% de les quals corresponia a persones de 65 anys o més que vivien soles. El nombre mitjà de persones vivint en cada habitatge era de 2,42 i el nombre mitjà de persones que vivien en cada família era de 3,21.
Per edats la població es repartia de la següent manera: un 27,4% tenia menys de 18 anys, un 5,1% entre 18 i 24, un 30,6% entre 25 i 44, un 18,5% de 45 a 60 i un 18,5% 65 anys o més.
L'edat mediana era de 41 anys. Per cada 100 dones de 18 o més anys hi havia 96,6 homes.
La renda mediana per habitatge era de 38.333 $ i la renda mediana per família de 45.417 $. Els homes tenien una renda mediana de 32.000 $ mentre que les dones 20.625 $. La renda per capita de la població era de 16.525 $. Aproximadament el 9,1% de les famílies i el 10,8% de la població estaven per davall del llindar de pobresa.

## Poblacions més properes
El següent diagrama mostra les poblacions més properes.